# Steenkist van Anderlingen

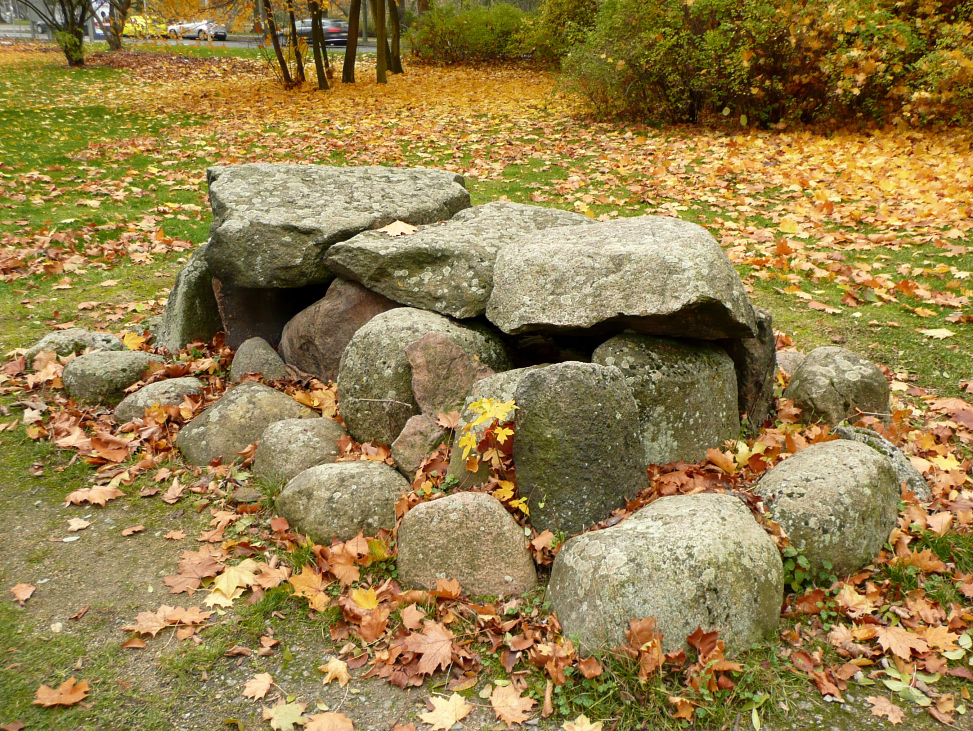
De steenkist van Anderlingen in Hannover

Wapen van Anderlingen met de Bildstein van de steenkist

De Steenkist van Anderlingen is een steenkist, een grafmonument uit de vroege Bronstijd (ca. 1.400 jaar voor het begin van de jaartelling).  Het monument is gevonden in Anderlingen, in de Samtgemeinde Selsingen, in de Duitse deelstaat Nedersaksen. De steenkist is van de oorspronkelijke locatie verwijderd en herplaatst nabij het Niedersächsische Landesmuseum Hannover in de stad Hannover. Ook de in en bij de steenkist gedane archeologische vondsten bevinden zich in dit museum. De Steenkist van Anderlingen wordt als een van de belangrijkste bewaard gebleven monumenten uit de prehistorie van Nedersaksen beschouwd. 
In de steenkist is ook een van afbeeldingen voorziene steen  (de Bildstein) aangetroffen. Deze siert ook het wapen van het dorp Anderlingen, waar de vondst vandaan komt.

## De vondst
In 1907 werd de steenkist gevonden in een heuvel bij Anderlingen in de Samtgemeinde Selsingen, landkreis Rotenburg (Wümme). Dit dorp ligt 16 km ten zuidoosten van Bremervörde op een zandrug te midden van drassig, deels uit hoogveen bestaand laagland. Eén kilometer ten noordoosten van dit dorp, bij het dal van de beek Twiste (een zijbeek van de Oste), lagen vroeger drie grafheuvels.
Eén daarvan, die rond was (hoogte: 2 m, diameter: 25 m), en waar een krans van stenen omheen lag, werd in 1907 afgegraven ter winning van bouwmaterialen. Midden in de heuvel stuitte men op een aantal steenblokken , tweemaal zo groot als een mensenhoofd. Deze werden tot puin geslagen. Direct onder de oppervlakte van de grafheuvel vond men twee urnen uit de tijd van de Grote Volksverhuizing (ca. 500 n.C.) en een fragment van een derde vaatwerk. In de urnen zat crematie-as.
Bij de zuidoostelijke rand, dus niet in het midden, van de grafheuvel vond men dan de iets in de bodem ingegraven steenkist. Twee van de drie dekstenen lagen op hun plaats, de derde werd een eindje verder in de grafheuvel teruggevonden. Een verzamelaar verwijderde de inhoud van de steenkist (enige niet verbrande botresten, en enige bronzen grafgiften) en mocht ook de twee urnen meenemen. Later bleek, dat de zuidelijkste van de drie sluitstenen was voorzien van drie ingekerfde menselijke silhouetten. Helaas waren deze al bij het uithakken enigszins beschadigd geraakt. Daarna besloot men de steenkist niet stuk te hakken, maar te bewaren.

## Later onderzoek
In januari 1908 gingen professionele archeologen ter plaatse om het restant van de grafheuvel verder uit te graven. Men groef stenen op, die oorspronkelijk rechtop tegen de oostkant van de steenkist aan gestaan hadden. Dicht onder de oppervlakte van de grafheuvel werden drie fibulae uit de tijd van de Grote Volksverhuizing gevonden, alsmede een ijzeren mes. 
De  steenkist met de andere stenen werd vervolgens weggehaald (op de oorspronkelijke vindplaats is er niets meer van aanwezig) en opgesteld in de tuin van het Niedersächsische Landesmuseum Hannover in de stad Hannover. Ook de andere vondsten gingen naar dit museum. Duidelijk is dat de grote heuvel in de vroege Bronstijd in fasen, voor meerdere begrafenissen, is opgebouwd en in de tijd van de Grote Volksverhuizing opnieuw voor het bijzetten van doden werd gebruikt.

## Beschrijving van de steenkist
De van noordoost naar zuidwest georiënteerde kist was binnenwerks 2,0 m lang en 0,7 m breed en 1,0 m hoog en gemaakt van gespleten brokken graniet. De lange zijden bestonden uit vijf à zeven verticale platen, het hoofd- en voeteneinde elk uit één grote plaat. Eronder lagen onbewerkte stenen van ca. 50 cm diameter als een soort fundament. De kist was verder niet gepleisterd, en evenals de funderingsstenen een halve meter in de grond ingegraven.
De noordelijkste van de drie afdekplaten lag niet meer op zijn plaats, hetgeen wellicht het werk van grafrovers is geweest.
Direct ten oosten van de steenkist vond men in de grafheuvel wellicht de, met kleine steentjes geplaveide, bodem, waarop wellicht een tot een ander graf behorende doodkist, gemaakt uit een uitgeholde boomstam, heeft gerust.

## DeBildstein

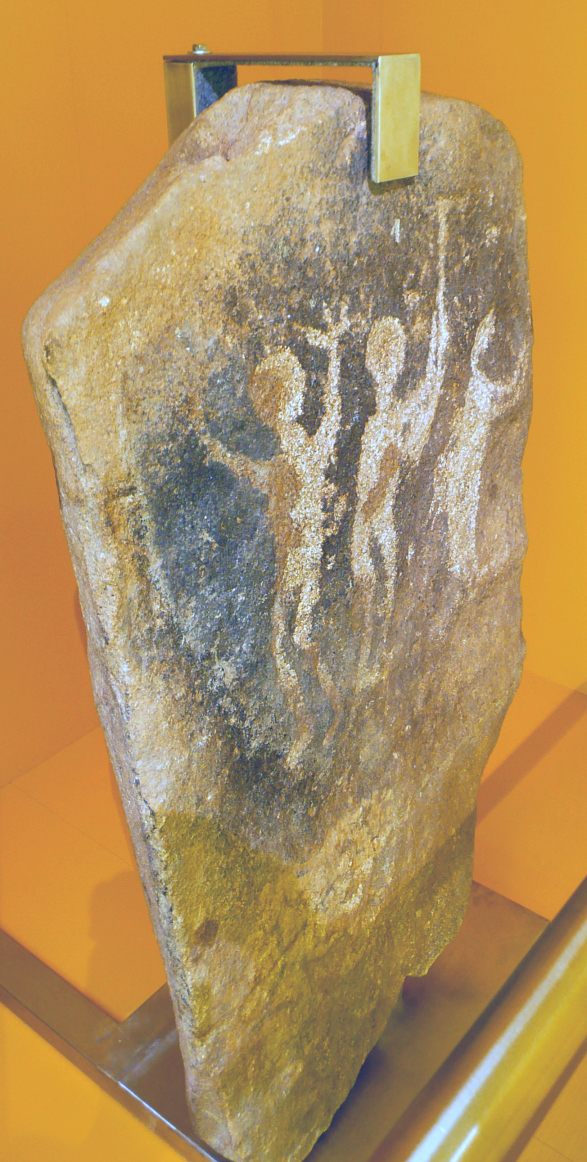
De Bildstein

De meest bijzondere vondst van de steenkist is de zuidelijke sluitsteen, die is voorzien van een voorstelling. De steen was extra zorgvuldig gekliefd en vertoont drie ingebeitelde menselijke figuren. De weergave van deze personen vertoont gelijkenis met rotstekeningen uit Zuid-Scandinavië, zoals de Rotstekeningen van Tanum en het koningsgraf in het Zweedse Kivik.  Deze vondst is uniek voor Duitsland en baarde direct, in 1907, al veel opzien in wetenschappelijke kringen. Doordat deze Bildstein pas drie weken na de rest van de steenkist ontdekt werd, rees ook de verdenking, dat de afbeeldingen in de steen vervalsingen zouden kunnen zijn. Deze verdenking heeft men nooit met absolute zekerheid kunnen ontkrachten.
Een volledige vervalsing wordt uitgesloten, daar de figuren, evenals een van de dekstenen van de steenkist verkleurd zijn door het effect van vroegere vuren, die bij oude dodencultussen werden ontstoken. Omstreeks 1961 werd de verdenking geuit, dat rond de jaarwisseling 1907/1908, toen de steen nog in situ lag, iemand met vakkennis de figuren naar het model van Scandinavische rotstekeningen zou hebben veranderd. Hij of zij zou de gespreide vingers en de bijl hebben toegevoegd. Dit blijft echter twijfelachtig. De linker en middelste figuur stellen mannen voor. De linker houdt zijn armen omhoog met aan iedere hand 3 vingers gespreid; de middelste is naar rechts gekeerd en houdt een bijl omhoog.  De meest rechtse figuur  droeg een lang gewaad en hield zijn of haar armen gestrekt.
Er is dus gelijkenis met rotstekeningen uit Zuid-Scandinavië, zoals de Rotstekeningen van Tanum en het koningsgraf in het Zweedse Kivik. Een interpretatie van de figuren is moeilijk, onder andere vanwege de niet geheel zekere echtheid. Mogelijk betreft het een drietal goden; ook kan het begrafenisritueel zijn uitgebeeld. Duidelijk is, dat in de steenkist één persoon is bijgezet, die groot aanzien onder zijn of haar  stamgenoten genoot. Door grafrovers kunnen in de twee millennia na het ontstaan van de steenkist grafgiften gestolen zijn. Maar de Steenkist van Hagenah (Landkreis Stade) had overeenkomstige grafgiften (fibula, dolk en bijl).
De Bildstein kwam van het Niedersächsische Landesmuseum Hannover naar het Rijksmuseum van Oudheden in Leiden voor de tentoonstelling "Bronstijd, Vuur van verandering", waar het van 18 oktober 2024 tot en met 16 maart 2025 te zien was.

## De vondsten uit later tijd
De twee gevonden urnen zijn afkomstig van latere begrafenissen in deze grafheuvel. De bijbehorende grafgiften, die later gevonden zijn, zijn drie fibulae en een ijzeren mes. Aan de fibulae zaten stofresten van kleding, deze zijn dus niet met een dode gecremeerd. Men gaat ervan uit, dat hier in de tweede helft van de vijfde eeuw een Saksische vrouw begraven is. Het gevonden mes, met een houten greep, is van een eenvoudig type, dat ook in andere Saksische graven is aangetroffen, zowel van mannen als van vrouwen. De fibulae waren deels van brons, deels van ijzer gemaakt en zijn vermoedelijk verguld geweest. De versieringen vertonen Laat-Romeinse invloed, maar zijn typisch Saksisch. Soortgelijke sieraden uit deze tijd zijn in Engeland gevonden: in de tijd van de Grote Volksverhuizing emigreerden veel Saksen naar Engeland.
Twee van verguld zilver gemaakte fibulae hebben de vorm van vogels met een mannengezicht. Ook een van de twee kleinere grafheuvels bij Anderlingen is onderzocht. Gevonden werd het lichaam van een man, uitgerust met een lang zwaard (spatha), een lanspunt, twee messen, delen van een gordel en nog een stuk vaatwerk. Ook deze vondst is zeldzaam, zeker in deze landstreek.